# Shogo Kamo
Pour les articles homonymes, voir Kamo.
Shogo Kamo (加茂 正五, Kamo Shogo, né le 12 décembre 1915 à Hamamatsu dans la préfecture de Shizuoka au Japon et mort le 14 septembre 1977) est un footballeur japonais.